# Wir sind nicht nur von dieser Welt
Das Buch Wir sind nicht nur von dieser Welt von Hoimar von Ditfurth (1921–1989) aus dem Jahr 1981 geht der Frage nach, wie die Evolutionstheorie mit religiösen Auffassungen vereinbart werden könne.

## Definitionen
Unter Evolution (Entwicklung) versteht Ditfurth nicht nur die biologische Entstehung und Entwicklung der Arten (Pflanzen, Tiere, Mensch) nach Charles Darwin, sondern auch die geologische Evolution (Planeten), die chemische Evolution (Aminosäuren) und die kosmische Evolution (Sterne, Galaxien).
Zentrale Botschaft der meisten Religionen ist der Glaube an ein Jenseits.

## Die Misere
Ditfurth ist nicht der Auffassung, dass die Bibel falschliege mit ihrer These der Existenz eines Jenseits. Überindividuelles Wissen – wie es Religion sei – beruhe auf einer Ursache, einem Wissen (im Fall der Religion auf dem Jenseits), das über die Alltagserfahrung des Menschen hinausreiche. Nur für den heutigen Menschen mit seinen naturwissenschaftlichen und gesellschaftlichen Erkenntnissen seien die mythologischen Bilder, zwangsläufig mittelalterlich, mit denen die Bibel arbeite, unannehmbar geworden und mutierten zusehends zu Aberglauben. Jesus Christus (4 v. Chr. bis 30 n. Chr.) sei niemals konkret über Wasser gelaufen und seine Himmelfahrt sei niemals eine fahrstuhlartige Bewegung im dreidimensionalen Raum gewesen. Die Menschen im Mittelalter seien sich der mythologischen Deutung der Bilder bewusst gewesen, die heutigen Menschen hielten die Bilder fälschlich für bare Münze. Schlimmer noch als Aberglaube sei das Gebot der Bibel an den Menschen, fruchtbar zu sein, sich zu vermehren und sich die Erde Untertan zu machen. Dies werde im Zeitalter der Überbevölkerung und des Raubbaus an der Natur zu tödlichem Unsinn.

## Evolution als Schöpfungsakt
Ditfurth stellt wegen dieser angenommenen Unvereinbarkeit (mittelalterliches Weltbild als Träger biblischer Texte vs. heutiges, naturwissenschaftlich geprägtes Weltbild) folgenden Zusammenhang zwischen Religion und Naturwissenschaften auf: Die Evolution sei der Augenblick der Schöpfung. Mit diesem Zusammenhang werde das Problem vermieden der „Herauserklärbarkeit“ Gottes aus dieser Welt, dem Diesseits. Da, wo die Welt natürlich, nach Naturgesetzen funktioniere, brauche es keinen Gott. Wenn aber die Welt erst noch im Entstehen sich befinde (Schöpfung in nacendo), ist Gott auch heute noch am Wirken, eine heutige „Gottesferne“ (Gott schuf die Welt und seitdem funktioniert sie allein aufgrund der Naturgesetze) liege also nicht vor.

### Das Böse in der Schöpfung
Wenn die Evolution identisch sei mit der Schöpfung, ist auch erklärbar geworden, warum es in der Schöpfung Gottes, dem Diesseits, das Böse – den Teufel – in Form von Kriegen, Hunger, Ignoranz gebe. Das Diesseits sei eben noch nicht fertig, es entwickele sich noch, also seien Fehler nicht nur denkbar, sondern natürlich, denn sonst sei das Diesseits schon perfekt geworden, schon geschaffen und die Menschen würden sich tatsächlich im Paradies, im Jenseits befinden.

### Der Gang der Schöpfung
Wenn diese Welt also noch im Erschaffungsprozess sei, wenn der Gang der Schöpfung nicht vorhersehbar sei und auch nicht nur nach deterministischen Gesetzen („Laplacescher Dämon“) ablaufe, dann gebe es die Möglichkeit einer freien, moralischen Entscheidung/Verantwortung (entweder „gut“ oder „schlecht“ zu sein). Beides sei möglich. Aber die manchmal bei Gläubigen anzutreffende Einstellung, seine Hoffnungen ganz auf das Jenseits zu setzen und im Hier und Jetzt (dem Diesseits) mehr oder weniger nichts zu tun, da „es ja eh nutzlos sei“ oder „Gottes Wille“, beruhe auf der falschen Annahme einer vermeintlichen Gottesferne. „Dieses Mißverständnis verleitet zu einer Strategie der Überwindung dieser Welt, zur Abkehr von ihr, und hat damit die Gefahr eines sozialen und humanitären Versagens der christlichen Kirche herbeigeführt und ‚Weltflucht‘ zur christlichen Parole werden lassen.“

### Die Schönheit in der Schöpfung
Das Jenseits zeige sich dem Menschen nach Ditfurths Auffassung in Form der biblischen Texte und des Auftretens von Jesus Christus, Mohammed (570–632) und Buddha (563 v. Chr. bis 483 v. Chr.). Ein weiteres Indiz für die Existenz des Jenseits sieht Ditfurth in der Musik. (Besinnliche) Musik, Teil der geistigen Welt, sei schwer in Worte zu fassen und trotzdem „irgendwie schön“. Und das erwarte man doch eigentlich vom Jenseits, vom Paradies, dass es paradiesisch schön sei und nicht böse oder problembelastet durch mühselige moralische Entscheidungen, so wie das Diesseits wahrnehmbar sei. Mehr als Indizien für die Existenz eines Jenseits werde es allerdings nie geben. Die Scholastik des Mittelalters habe gezeigt, dass es einen Gottesbeweis nicht gebe, nicht geben könne (Dietrich Bonhoeffer (1906–1945): „Ein Gott, der ist, ist nicht.“). „Denn ein Gott, der sich mit innerweltlicher Logik dingfest machen lasse, wäre daher eben auch ein Ding in dieser Welt.“

### Der kosmische Rahmen der Schöpfung
Die Evolution, die bei Ditfurth als Schöpfungsakt zu verstehen ist, spielt sich nicht nur auf dem Planeten Erde ab. Durch das von Naturwissenschaftlern angenommene anthropische Prinzip ist davon auszugehen, dass im gesamten Kosmos Evolution stattfindet. Unter dem anthropischen Prinzip versteht man die feine Abstimmung sämtlicher Naturkonstanten und -gesetze so aufeinander, dass eben eine Evolution überhaupt stattfinden kann und nicht z. B. die Entwicklung schon Minuten nach dem Urknall aufhörte, z. B. weil zu viel Wasserstoff zu Helium verschmolz und damit schon so eine Erscheinung wie die Sonne unmöglich geworden wäre. Nach der Drake-Gleichung kann man abschätzen, dass es etwa eine Milliarde Zivilisationen im Kosmos gibt (unter nicht zu pessimistischen Annahmen). Die Menschheit sei, so sagt Ditfurth, eine unter diesen Milliarden Zivilisationen. „Es bleibe aber für den Schöpfungsakt gleichgültig, falls wir aus diesem Entwicklungsprozess ausscheiden sollten - der Schöpfungsakt bleibt gleich gültig.“ Denn im kosmischen Rahmen, so meint Ditfurth, sei die Menschheit unbedeutend. Zwei Gründe sieht Ditfurth für ein Ausscheiden der Menschheit aus dem Schöpfungsakt: Der ökologische Zusammenbruch der Biosphäre der Erde (seit den 1970er Jahren erkennbar (Waldsterben)) und die Gefahr eines nuklearen Weltkriegs apokalyptischen Ausmaßes.
Ditfurth sieht eine existenzielle Notwendigkeit für ein Jenseits in der Realität einer unausdenkbar großen Zahl anderer Bewusstseinsformen (Intelligenzen, Existenzen) im Kosmos. „Die Hoffnung auf eine ... endzeitliche Verwirklichung der Wahrheit in der Welt [dem Jenseits] aber kann sich auf ... [die menschliche Existenz] allein gewiß nicht stützen. ... Bis zum Ende aller Tage [in ca. 60 Milliarden Jahren] wird die menschliche Linie der Evolution den Stempel ihrer besonderen, individuellen Geschichte tragen.“ „Aber könnten sie alle zusammengenommen [die außerirdischen Bewusstseinsformen], ... sich nicht am Ende der Zeit als groß genug erweisen, die Evolution mit einem Akt der Erkenntnis abzuschließen, der die Wahrheit des ganzen Kosmos begreift?“

## Das Jenseits – zeitlose Ewigkeit
Aus der Perspektive des Jenseits – „sub aspectu aeternitatis“ – gebe es nach Ditfurth  keine zeitliche Entwicklung (Evolution) mehr. Das Perfekte, „die Wahrheit“, könne nicht noch perfekter werden. Alles, „alles in allem“ (1 Kor 15, 28), sei zeitlos schön.
Mit anderen Worten: Die Zeit spiele im Jenseits keine Rolle (mehr). Die Evolution habe mit dem Urknall begonnen, und das sei jetzt ca. 10 Mrd. Jahre her. Aus der Perspektive des Jenseits sei das nur ein Augenblick. Deswegen heißt es bei Ditfurth auch „der Augenblick“ der Schöpfung. „Von diesem in Zeitlosigkeit existierenden Jenseits aus wären die in unserer Welt zeitlich aufeinanderfolgenden Ereignisse nicht notwendig auf irgendeine Weise voneinander getrennt.“ „... die Entwicklungsgeschichte der unbelebten und belebten Natur [ist] die Form ..., in der wir ‚von innen‘ die Schöpfung miterleben, die ‚von außen‘, aus transzendentaler Perspektive, in Wahrheit also, der Akt eines Augenblicks ist.“

## Zitate
- Naturwissenschaft ist die Fortsetzung der Philosophie mit anderen Mitteln.
- Das Rätsel ist nicht, wie die Schöpfung abläuft, sondern warum sie stattfindet.